# Chelonaplysilla noevus
Chelonaplysilla noevus är en svampdjursart som först beskrevs av Carter 1876.  Chelonaplysilla noevus ingår i släktet Chelonaplysilla och familjen Darwinellidae. Inga underarter finns listade i Catalogue of Life.